# Loose lips sink ships

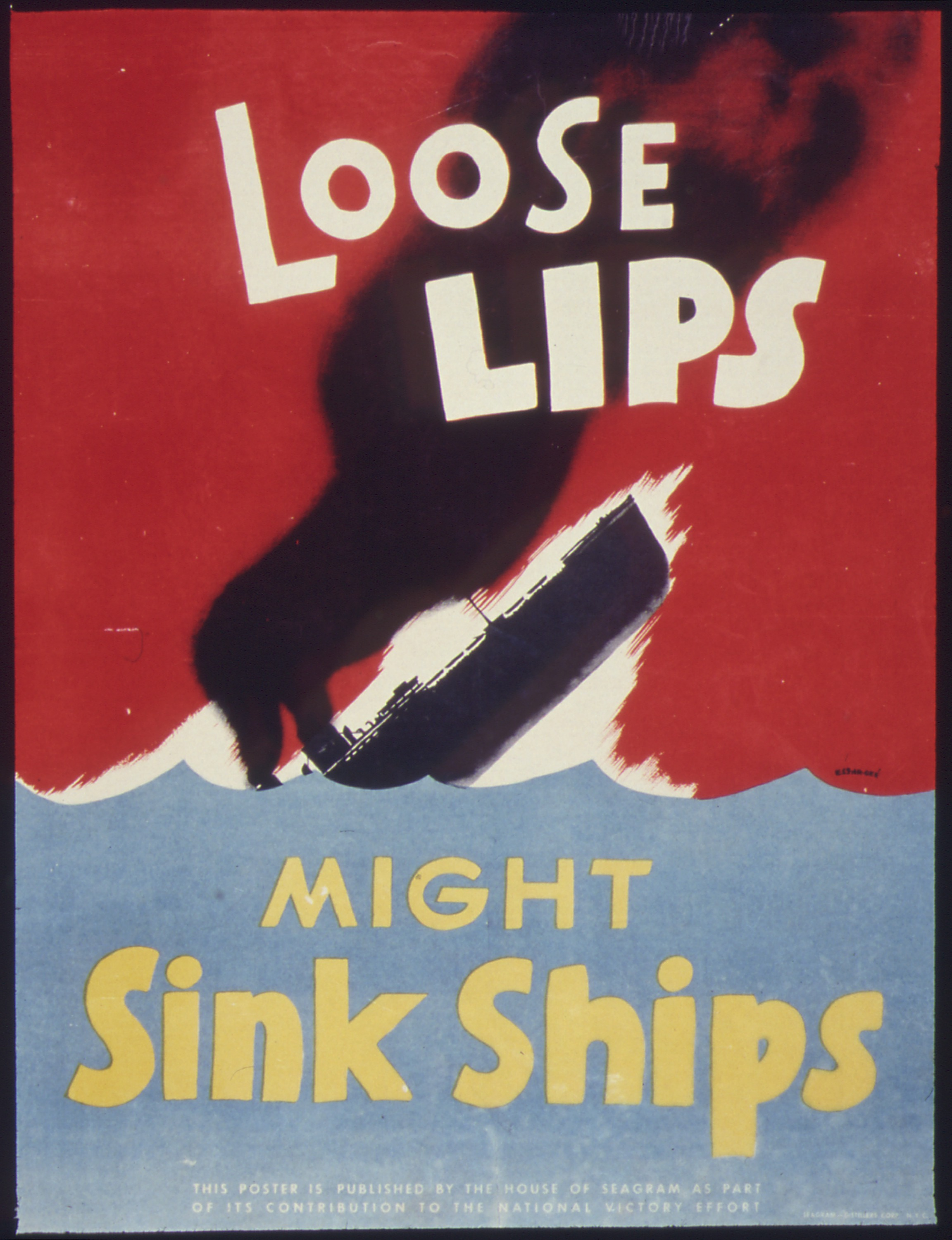
Die Redewendung auf diesem Plakat aus dem Zweiten Weltkrieg in leichter Abwandlung

Loose lips sink ships, deutsch wörtlich „Lose Lippen versenken Schiffe“, ist eine aus dem amerikanischen Englisch stammende Redewendung, die zum Ausdruck bringt, dass unbekümmertes Reden zuweilen fatale Folgen haben kann.

## Geschichte
Als nach dem japanischen Überfall auf Pearl Harbor und der Kriegserklärung Deutschlands und Italiens an die Vereinigten Staaten die USA im Dezember 1941 in den Zweiten Weltkrieg eintraten, versuchte das US‑Kriegsinformationsministerium zu verhindern, dass unabsichtlich Informationen an feindliche Spione gelangen konnten. Der Slogan lautete ursprünglich: „Loose Lips Might Sink Ships.“ Dies war einer von mehreren ähnlichen Slogans, die alle unter der Grundbotschaft der Kampagne standen: „Sorgloses Reden kostet Leben“. Er ist vergleichbar mit der deutschen Kampagne „Feind hört mit!“
Hierdurch sollten Soldaten und Zivilisten davor gewarnt werden, leichtfertig Inhalte auszuplaudern, die vom Feind missbraucht werden konnten. In der zweiten Hälfte des 20. Jahrhunderts blieb der Slogan in den Vereinigten Staaten in leichter Verkürzung der ursprünglichen Fassung – wohl auch des besseren Rhythmus wegen – im kollektiven Gedächtnis als Loose lips sink ships.

## Hintergrund
In der Werbung und über andere Informationskanäle wurde der Slogan ausgespielt. Das War Advertising Council erstellte einen Leitfaden, der Plakate, Radiospots und Werbematerialien zur Verwendung durch örtliche Sicherheitskomitees enthielt. Zusätzlich wurden relevante Produktanbindungen gefördert, was dazu führte, dass ein führender Hersteller diejenigen, die sich mit militärischen Geheimnissen auskennen, ermahnte: „Behalten Sie es unter Ihrem Stetson.“ Spätere Untersuchungen ergaben, dass doppelt so viele Menschen, die mit den Botschaften in Kontakt gekommen waren, wussten, welche Informationen in Kriegszeiten nicht sicher besprochen werden konnten, als solche, die von der Kampagne nicht erreicht worden waren.
Die Plakate vermittelten den Bürgern das Gefühl, Teil der Kriegsanstrengungen zu sein. Sie wurden durch die Plakate, die sie zur Geheimhaltung aufforderten, auf eine Stufe mit Soldaten gestellt, die für das Land kämpften, wenn auch in einer weniger aktiven Rolle. Um einen Krieg zu gewinnen, ist es notwendig, dass die Bürger die Kriegsanstrengungen unterstützen. Die Plakate trugen dazu bei, eine Atmosphäre der Disziplin und Verantwortung unter denen zu schaffen, die nicht direkt den Schlachten und anderen Kriegshandlungen ausgesetzt waren. Dadurch wurde auch die Moral während des Krieges gestärkt und es half den einfachen Bürgern, den Stolz und die Freude zu empfinden, zum Sieg der Nation im Krieg beigetragen zu haben.